# Nina Girado
Nina Girado (ur. jako Marifil Nina Girado 1 listopada 1980 w Pasay) – filipińska wokalistka.

## Życiorys
Jest trzecim dzieckiem Filberta Girado i Marii Daulet z domu Barinos. W 2002 roku wydała swój debiutancki album zatytułowany Heaven, a w latach 2003–2013 kolejne 7 albumów. Wydany w 2006 roku album pt. Nina otrzymał kilka nominacji do Awit Awards.

## Dyskografia
- Heaven (2002)
- Smile (2003)
- Nina Live! (2005)
- Nina (2006)
- Nina Sings the Hits of Diane Warren (2008)
- Renditions of the Soul (2009)
- Stay Alive (2011)
- All Good (2013)